# Mastodia borealis
Mastodia borealis är en lavart som först beskrevs av M. Reed, och fick sitt nu gällande namn av C.W. Dodge 1948. Mastodia borealis ingår i släktet Mastodia och familjen Mastodiaceae.   Inga underarter finns listade i Catalogue of Life.